# سانتوس گونسالس
سانتوس گونسالس (اسپانیایی: Santos González‎؛ زادهٔ ۱۷ دسامبر ۱۹۷۳) دوچرخه‌سوار اهل اسپانیا است. وی در بازی‌های المپیک تابستانی ۱۹۹۲ و ۲۰۰۰ شرکت کرده است.